# 畠山満家
畠山 満家（はたけやま みついえ）は、南北朝時代から室町時代にかけての武将、守護大名。室町幕府管領、河内・紀伊・越中・伊勢・山城守護。畠山基国の嫡男で満慶の兄。子に持国、持永、持富。

## 生涯

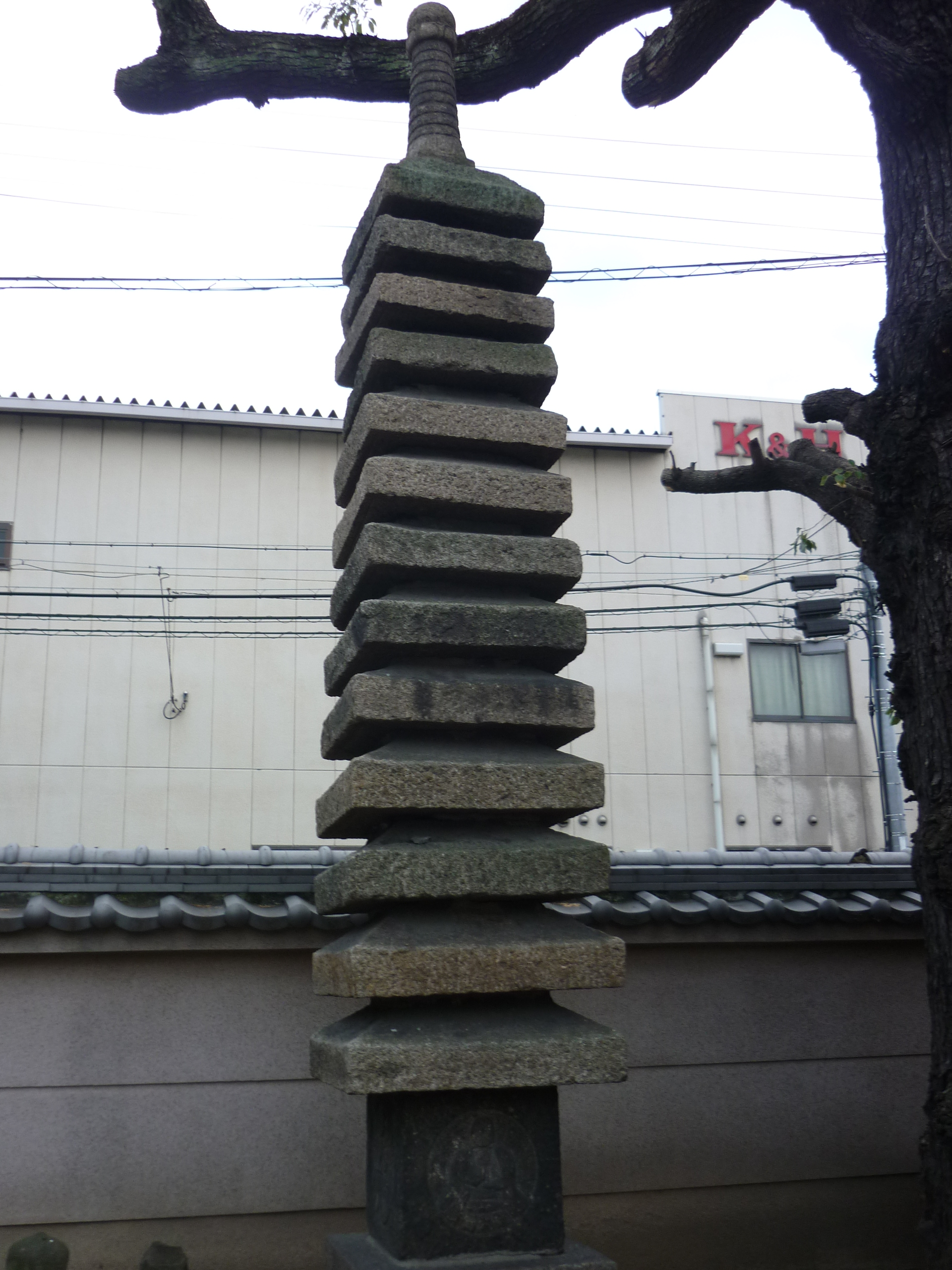
畠山満家の墓と伝わる十三重石塔（八尾市・真観寺）。真観寺は満家を開基とする。

応永6年（1399年）の応永の乱では父と共に幕府軍の一翼を成し、敵将・大内義弘を討ち取る武功を挙げている。しかし、大御所の足利義満から疎まれ一時失脚する。家督は父の没後は弟の満慶が継承していたが、義満が死去し、第4代将軍・足利義持の治世になると、満慶から家督を返上され満家が当主となり河内・紀伊・越中3ヶ国の守護となった（「天下の美挙」と称えられた）。義持政権では重きをなし、応永17年（1410年）6月から応永19年（1412年）3月、応永28年（1421年）8月から永享元年（1429年）8月までの間に管領を務めた。応永31年（1424年）に伊勢守護に補任、正長元年（1428年）の北畠満雅の反乱で土岐持頼に交替、同年に山城守護に補任された。
義持が引退した後は第5代将軍・足利義量を補佐したが、義量が早世したため前将軍の義持が復帰することになり、再び義持の下で政務にあたった。応永35年（1428年）1月に、義持が死去した時、後継者を義持の弟4人のうちから籤引きで定めることを決めたのは満家である。この結果、青蓮院義円が還俗し、第6代将軍・足利義教となった。義教の代においても宿老として幕政に重きを成したが、永享5年（1433年）9月19日、62歳で死去した。法号は真観寺殿真源道端。家督は子の持国が継承した。
粛清を行なった将軍として恐れられた義教も、満家存命中はその行動を抑制されていた。満家は義教と鎌倉公方・足利持氏の融和に努めることで戦争を回避しようと努力していたが、満家が死去したことで義教を抑制する人物がいなくなってしまったため、以後は義教による粛清が行なわれることとなるのである。

## 偏諱を与えた人物
- 吉見家貞（吉見氏）